# T92 240mm自走榴弾砲
T92 240mm自走榴弾砲とは第二次世界大戦中にアメリカ合衆国で開発された自走砲である。同じくM1 8インチ砲を搭載したものがT93自走砲として開発されたが、どちらもごく少数しか生産されず、またこれらが投入される前に戦争が終結した。

## 経緯
牽引式のM1 240mm榴弾砲はその自重により運用が難しいものだった。M4シャーマン中戦車の車体に155mm榴弾砲を搭載した経験が示したことは、T26E3重戦車（公式には1945年3月にM26パーシングと命名された）の車体上におそらく搭載可能なこと、また同一の車体を用いて計画される「重戦闘チーム」の一部として、M1 8インチ砲も搭載可能と予測されたことだった。このうち後者に付与された呼称はT93自走砲である。この計画の他の構成車輌はT26E5突撃戦車、T84 8インチ自走砲となる予定だった。
両側面に7個の転輪を付与するため、転輪を1つ追加したことで車体の延長が必要となった。駆動輪もまた車体前方へと移動させられた。
1945年3月、4両の試験車輌の限定的な調達が実施され、最初の車輌はこの年の7月に仕上げられた。総計で5両のみが生産された。2両のT93自走砲は9月に完成した。第二次世界大戦終結により、全ての契約が打ち切られた。

## 運用
T92自走砲、およびT93自走砲の試験は良好で、日本本土への侵攻計画であるダウンフォール作戦で使用することが計画された。この目的のため、砲弾に用いる特別な信管が開発され、貫通弾としてコンクリートに対して投入できることとなった。
T92自走砲とT93自走砲は太平洋戦線への輸送準備が進められていたが、1945年8月15日に日本の降伏で作戦中止となった。

## 保管車輌
残存したT92自走砲がミシガン州ウォーレンのデトロイト工廠に保管されている。

## 派生型
T92自走砲と関連し、類似した車輌であるT93自走砲も製造されており、240mm榴弾砲の替わりにより長砲身のM1 8インチ砲を搭載した。

## 登場作品

### ゲーム
『World of Tanks』
アメリカ自走砲「T92 HMC」として開発可能。